# 日向琴子
日向 琴子（ひゅうが ことこ、1976年5月15日 - ）は、大阪府生まれの女性漫画家、エッセイスト、グラビアアイドル、モデル、女優、タレント、実業家。高野山真言宗の尼僧。

## 略歴
7歳から14歳まで鹿児島県の秘境である離島で過ごす。19歳で上京し22歳で漫画家デビュー。以後、漫画家として多くの連載を抱えるだけではなく、エッセイやモデル、グラビア等、多ジャンル各メディアにて幅広く活躍。第4回国民的美魔女コンテストにて「スリム美魔女賞」受賞。ライフワークとして、性感染症やエイズに関する予防啓蒙活動を続けており、エイズ予防財団や政府外郭団体発行物パンフレット、ポスターのイラストを担当。ポスターは高校の教科書にも記載されている。また、ホテル評論家の顔も持つ。2014年WEBテレビ局を運営するマックスメディアコーポレーション社長就任。2017年より外資系ベンチャー企業にて漫画アプリ、カラオケアプリのプロデューサー、MCN。2019年10月20日、16歳年下で出版社勤務の一般男性と知り合って1年でスピード婚したことが翌年1月3日にわかった。ちなみに20歳の時に11歳年上の男性と結婚するも3年で別居、14年後に離婚している。2020年高野山「清浄心院」にて得度・出家。2022年四度加行成満。教師試験合格。

## 出演

### テレビレギュラー
- 『ケンコバのバコバコテレビ』内コーナー「日向琴子のラブコンシェルジュ」（サンテレビ、KBS京都、スカパー2015年1月〜2017年10月）

### テレビ
- フジリコ（日本テレビ、2000年9月）
- ドリームエッグ火曜日（インターネット配信、2003年7月〜ワンクール）トーク番組MC
- まるわかり日本（テレビ神奈川、2004年8月）
- 激あま〜い（TBS、2006年7月）
- 5時に夢中（東京MXテレビ、2006年12月）
- 『ぷっ』すま（テレビ朝日）、2008年6月10日）
- 新知識階級 クマグス（TBS、2009年4月24日,7月3日、7月24日）
- マイノリTV（TBS、2009年7月14日）
- 10万円から!ラブホテルにおまかせ投資!（アクトオンテレビ、2009年ワンクール）
- つか金フライデー（フジテレビホームページ、2009年9月）
- ザ・ゴールデンアワー（東京MXテレビ、2010年1月27日、8月19日）
- 黒船ジャパン（テレビ神奈川、2010年5月1日）
- ギルガメッシュライト（BSジャパン、2012年1月20日）
- ノンストップ!（フジテレビ、2012年9月25日）
- セクシーウォーカー（フジテレビONE、2012年10月26日）
- お台場政経塾（フジテレビ、2013年1月1日）
- オードリーさん、ぜひ会って欲しい人がいるんです!（中京テレビ、2013年2月23日）
- アッコにおまかせ!（TBS、2013年11月3日）
- Nスタ（TBS、2013年11月6日）
- 恥宮の歩き方（NOTTV、2013年12月30日）
- ビューティー・コロシアム（フジテレビ、2014年1月28日）
- ノブナガ（CBC、2014年3月26日）
- 人生が変わる1分間の深イイ話「花形職業の女性は本当に幸せなのか?SP第2弾」（日本テレビ、2014年9月8日）
- 徳井と後藤と麗しのSHELLYが今夜くらべてみました「渡部Pが今だからくらべたい女」（日本テレビ、2014年9月30日）
- オトナ養成所バナナスクール（東海テレビ、2014年12月23日）
- 美魔女って何!?（東京MXテレビ、2015年1月24日）
- オンナの解放区（テレビ東京、2015年4月24日）
- お願い!ランキング（テレビ朝日、2015年10月8日、10月22日、10月29日、11月5日、11月12日、11月19日、11月26日）
- ワケあり!レッドゾーン（読売テレビ、2016年1月16日・日本テレビ1月21日 / 2018年12月 / 2019年1月）
- ダイニノアレ（テレビ東京、2017年2月6日）
- ワケあり!レッドゾーン（読売テレビ、2017年9月23日）
- ABChanZOO（テレビ東京、2017年4月22日）
- MATSUぼっち（フジテレビ、2016年5月26日東京編、11月17日京都編、2017年3月2日大分編、7月20日髭を切る回）
- メッセンジャーの○○は大丈夫なのか?（毎日放送、2017年10月19日、2018年3月1日）
- 「ご参考までに4」（日本テレビ、2018年12月17日）
- ワケあり!レッドゾーン（読売テレビ、2020年12月20日）
- ABEMA Prime(ABEMA、2022年3月17日)
- 「さらばのこの本ダレが書いとんねん!」（テレビ大阪、2023年2月1日、2月8日）

### ニコニコ動画、Ustream、YouTube
- アレン・キボムチャンネル（MMC-TV、2012年11月〜現在　MC）

### CM
- CANDY SHOW TIME

### ラジオ
- 坂上みきENTERMAX（TOKYO FM、2006年8月）
- NACK AFTER5（NACK5、2007年4月、5月）
- FUTURESCAPE（FMヨコハマ、2007年4月）
- TOMORROW（J-WAVE、2007年7月）
- PLATON（J-WAVE、2007年10月）
- Kakiiin（TBSラジオ、2007年11月）
- WONDERFUL WORLD（TOKYO FM、2007年11月）
- NACK AFTER5（NACK5、2007年12月）
- 4ROOMS（TOKYO FM、2010年4月27日）
- HELLO_WORLD 「ラブホテル」特集 (J-WAVE、2011年8月12日)
- スパローズの原宿神宮前芸人（ソラトニワFM、2012年8月25日）
- Wanted（TBSラジオ、2012年10月12日）
- GOLD RUSH（J-WAVE、2013年8月30日）
- 『すっぴん！』（NHKラジオ第1、2018年12月13日）
- 嘉衛門 presents The Road～Extended Edition〜（InterFM897、2020年12月17日）
- 藤田ニコルのあしたはにちようび（TBSラジオ、2021年9月11日）

### スチール
- アンビアン（1999年5・6月号）表紙モデル
- シェイク（2004年2・3・4月号）レポーター
- ショコラジェンヌ『デジカメ日記』（2004年5月 - 2005年5月号）モデル
- 夕刊フジ『ワタシをラブホに連れてって』（2005年10月 - 2007年3月）
- 他に、グラビアはFLASH / ナックルズEX / ザ・ベスト / 週刊実話 / 週刊アサヒ芸能　等
- 月刊ディーバ（2010年9月号、2011年6月号）表紙モデル
- 美ST（2013年10月号〜現在）読者モデル

### インタビュー・コメント等
- SPA! / SAY / 週刊プレイボーイ / KING / ゆほびか / 安心 / Cawaii! / 内外タイムス / てぃんくる / DIME / sabra /street JACK / エイズリポート / 日刊ゲンダイ /日刊スポーツ/mina / 女性自身 / 女性セブン / anan /au公式サイト /サイゾー /GQ /R25 /他

### 監修
- 女性自身 / anan (セックス特集)
- 『ファッションホテルベストカタログ』（クイン出版）
- 『群馬&隣県行きたいデートHOTEL 2015年版』（ニューズ・ライン）
- 週刊現代『大人のホテル50選』（講談社）

### ドラマ
- プロデューサーK #1（2016年9月28日、Gyao、Amazonプライム）- 日向琴子 役
- プロデューサーK #2（2017年7月、Gyao、Amazonプライム） - 日向琴子 役（脚本兼）
- プロデューサーK #3（2018年4月、Gyao、Amazonプライム） - 日向琴子 役（脚本兼）
- プロデューサーK #4（2021年10月、Gyao、Amazonプライム） - 日向琴子 役

### 舞台
- 檻の中の懲りない女たち 構成・演出 なるせゆうせい @銀座小劇場（2010年6月18日〜20日 カギヌマ役）

### ファッションショー
- NEXT GATE COLLECTION（渋谷WOMB2015年8月20日）

### イベント
- 厚生労働省、（財）エイズ予防財団『RED RIBBON 2008 』街頭キャンペーン（2008年11月29日）
- 東急ハンズ池袋店『ホテル評論家 日向琴子によるいまどきの女子会相談会』（2012年9月28日）

## 執筆活動

### 漫画
- アンビアン（1998年10月号 - 2000年10月号）（さくら出版）読み切り連載
- 恋愛白書スタート（宙出版）（2000年10月 - 2011年）読み切り連載
- ピンキーティーンズ（光彩書房）（2001年10月 - ）読み切り連載
- 恋愛天使アンジェリーナ（秋水社）（2002年7月 - 2004年11月）
- 恋愛MAGIC（光彩書房）（2002年8月 - ）連載
- 恋愛白書パステル「別冊付録広告タイアップ漫画」（宙出版）（2003年 - 2011年）連載
- 恋愛情熱ラブパッション「日向琴子のJAVA」（一水社）（2006年1月 - 2013年1月）コミックエッセイ連載
- デザート「男子は意外と濃いのがお好き」（講談社）連載
- ザ・デザート「DMR」（講談社）連載
- フィールヤング増刊号 スーパーフィールVOL.2「TATOO」（祥伝社）（1999年7月）
- 携帯サイトコミックGA「ピンクタイフーン」（2008年 - 現在）連載
- オフィスユー「日向琴子でございます！」（集英社）（2014年7月 - 2015年7月）連載

### コラム
- 週刊実話「日向琴子の　おひとりさま上手への道」（2005年7月 - 2006年6月）連載
- 夕刊フジ「私をラブホに連れてって」（2005年10月 - 2007年3月）連載
- ナックルズEX「ラブホコラム」（2006年9月 - ）連載
- ハッピー・ホテル「ハッピー・ラブ・ライフ」「ハッピーステイ」（2008年7月 - 現在）連載
- 求人MOMO「日向琴子のステイ&レスト」（2010年6月 - ）連載
- 日刊スポーツ「日向琴子のラブホ万華鏡」（2012年5月 - 2012年7月）連載
- 晋遊舎歴史探訪シリーズ「秘境駅より愛を込めて……」（2012年6月 - 現在）連載
- 男子専科STYLE「大人の女性の取扱説明書」（2015年1月 - 現在）連載
- ゴリクリハック「【出来る男の格好のつけ方】」（2015年9月 - 現在）連載

### 小説
- LCラブコスメコラボ企画「ルームナンバー701」

### 作詞
- 「遠く柔らかく」（2008年）作詞提供

## 作品（単行本、書籍）
- 『恋のトリセツ・Hのカテキョ』（光彩書房）漫画
- 『奇跡のラブホ活用術』（イーグルパブリシング）書籍
- 『二人の恋がもっと加速する　お泊りルール』（すばる舎）書籍
- 『おんなのこのこと教えます』（クイン出版）書籍
- 『ファッションホテルベストカタログ』（クイン出版）（監修）ムック
- 『ヤセなきゃクビ! 人生がけっぷちダイエット』（KADOKAWA 2013年12月）漫画
- 『ルポ　パパ活』（彩図社2022年11月）ルポ

### DVD
- AQUA DIVA (The Moonface)
- Hの掟 〜彼の元カノ知っていますか〜（ソフト・オンデマンド、2006年12月）

### CD
- 『SEX & THE JAZZ』(Drive Music Entertainment Inc.)